# 宝塚映画祭
宝塚映画祭（たからづかえいがさい、英語: Takarazuka Film Festival）は、毎年秋に兵庫県宝塚市で開催される市民映画祭である。会場は宝塚市唯一の映画館である宝塚シネ・ピピア。

## 歴史
かつて宝塚市には宝塚映画製作所があり、また最盛期には7館の映画館があったことから、宝塚市は「映画の街」とも呼ばれた。1969年（昭和44年）頃からの30年間は映画館が存在しなかったが、「宝塚シネクラブ」などが中心となって映画館の設立を求める運動が行われ、1999年（平成11年）には公設民営方式で宝塚シネ・ピピアが開館した。
2000年（平成12年）には「すみれ座」（「宝塚シネクラブ」から改称）などを中心に宝塚映画祭実行委員会が結成され、同年11月にはシネ・ピピアをメイン会場として第1回宝塚映画祭が開催された。

## 特色
毎年11月頃に実行委員会形式で開催されている。かつて宝塚に存在した宝塚映画製作所で制作された作品を軸に、それら作品に関わった監督やスタッフ、出演者などのトークなども多く行われる。
2012年（平成24年）から定期的に宝塚在住のゲストを招き、トークサロンなど小規模なイベントを開催しており、より地域密着の映画祭の色を濃くしている。

### 実行委員会
イベントの主催者である実行委員会は、宝塚市民をはじめ、映画ファン、宝塚映画製作所の関係者、阪神間を拠点とする文化人などによって構成される。委員長は評論家の河内厚郎。副委員長には漫画評論家の村上知彦や、シネ・ヌーヴォ/シネ・ピピア支配人の景山理などが名を連ねる。

## 開催履歴
- 第1回 2000年（平成12年）11月3日-11月10日
- 第2回 2001年（平成13年）10月27日-11月4日
- 第3回 2002年（平成14年）10月26日-11月3日
- 第4回 2003年（平成15年）10月25日-11月3日
- 第5回 2004年（平成16年）10月23日-10月30日
- 第6回 2005年（平成17年）10月29日-11月4日
- 第7回 2006年（平成18年）10月28日-11月3日
- 第8回 2007年（平成19年）10月27日-11月4日
- 第9回 2008年（平成20年）11月1日-11月7日
- 第10回 2009年（平成21年）10月31日-11月7日
- 第11回 2010年（平成22年）10月30日-11月15日
- 第12回 2011年（平成23年）11月5日-11月11日
- 第13回 2012年（平成24年）11月24日-11月30日
- 第14回 2013年（平成25年）11月9日-11月15日
- 第15回 2014年（平成26年）
- 第16回 2015年（平成27年）11月21日-11月27日[5]
- 第17回 2016年（平成28年）
- 第18回 2017年（平成29年）
- 第19回 2018年（平成30年）11月17日-11月23日[6]

## 主な上映作品

### 第15回（2014年）
上映テーマ：100年前/100年後の僕たちへ 不在と永遠のイメージ
- 「100歳の少年と12通の手紙」 2009年、監督：エリック＝エマニュエル・シュミット
- 「世界」 2004年、監督：ジャ・ジャンクー
- 「怒れ！憤れ！ステファン・エセルの遺言」 2012年、監督：トニー・ガトリフ
- 「ももいろそらを」 2012年、監督：小林啓一
- 「100,000年後の安全」 2009年、監督：マイケル・マドセン
- 「先祖になる」 2012年、監督：池谷薫

上映テーマ：銀幕の中野ジェンヌたち タカラヅカ映画専科とその時代
- 「夜霧の決闘」 1959年、監督：井上梅次
- 「女の学校」 1955年、監督：佐伯幸三
- 「白井権八」 1956年、監督：安田公義
- 「大当り狸御殿」 1958年、監督：佐伯幸三
- 「蝶々夫人」 1955年、監督：カルミネ・ガローネ

### 第14回（2013年）
上映テーマ：ジモトの“リアル”と“ファンタジー”
- 「この空の花 長岡花火物語」 2012年、監督：大林宣彦
- 「Playback」 2012年、監督：三宅唱
- 「ペルシャ猫を誰も知らない」 2009年、監督：バフマン・ゴバディ
- 「リトル・ランボーズ」 2007年、監督：ガース・ジェニングス
- 「NINIFUNI」 2011年、監督：真利子哲也
- 「イグジット・スルー・ザ・ギフトショップ」 2010年、監督：バンクシー
- 「東京シャッターガール」 2013年、監督：手塚眞、コバヤシモトユキ、寺内康太郎

上映テーマ：FAKE & REAL 美術監督、近藤司の仕事
- 「姿三四郎」 1965年、監督：黒澤明
- 「野良猫」 1958年、監督：木村恵吾
- 「世にも面白い男の一生　桂春団治」 1956年、監督：木村恵吾

特別企画：地元ムービー大集合！
- 「893239」 2006年、監督：増井公二、杉原憲明、櫻井泰士朗、古澤健、多胡由章
- 「田んぼdeミュージカル」 2002年、監督：伊藤好一
- 「ホルモン女」 2011年、監督：遠藤光貴
- 「めおん〜鬼の秘宝〜」 2009年、監督：野村精司
- 「ネギマン」 2011年、監督：赤井孝美

### 第13回（2012年）
上映テーマ：シネマ＆ローカリティ 映画と地域をつなげる視点
- 「僕らのミライへ逆回転」 2008年、監督：ミシェル・ゴンドリー
- 「サウダーヂ」 2010年、監督：富田克也
- 「その街のこども 劇場版」 2010年、監督：井上剛
- 「春との旅」 2009年、監督：小林政広
- 「楽日」 2003年、監督：ツァイ・ミンリャン
- 「小さな町の小さな映画館」 2010年、監督：森田恵子
- 「ストロボライト」 2012年、監督：片元亮

上映テーマ：生誕百年、黄金の1912年組 今井正・佐伯幸三・谷口千吉・久松静児・丸山誠治
- 「橋のない川」 1969年、監督：今井正
- 「おへその大将」 1962年、監督：佐伯幸三
- 「銀嶺の果て」 1947年、監督：谷口千吉
- 「石中先生行状記」 1966年、監督：丸山誠治
- 「女家族」 1961年、監督：久松静児

### 第12回（2011年）
上映テーマ：ぜ〜んぶ、タカラヅカ！ 宝塚は映画の都だった！ 宝塚で作られた映画の大特集
- 「鞍馬天狗 御用盗異変」 1956年、監督：並木鏡太郎
- 「美貌の都」 1957年、監督：松林宗恵
- 「お父さんはお人好し 家に五男七女あり」 1958年、監督：青柳信雄
- 「愛情不動」1959年、監督：佐伯幸三
- 「飛びっちょ勘太郎」 1959年、監督：久松静児
- 「嵐を呼ぶ楽団」 1960年、監督：井上梅次
- 「雲の上団五郎一座」 1962年、監督：青柳信雄
- 「独立機関銃隊未だ射撃中」 1963年、監督：谷口千吉
- 「丼池」 1963年、監督：久松静児
- 「僕はボデイガード」 1964年、監督：久松静児
- 「世界のどこにでもある、場所」 2011年、監督：大森一樹
- 「あらたなる旅立ち 妻よ子よありがとう」（テレビ映画） 1980年、監督：高野昭二

### 第11回（2010年）
- 「100%の女の子」 1983年、監督：山川直人
- 「パン屋襲撃」 1982年、監督：山川直人
- 「風の歌を聴け」 1981年、監督・脚本：大森一樹
- 「トニー滝谷」 2004年、監督・脚本：市川準
- 「夕凪」 1957年、監督：豊田四郎
- 「放浪記」 1962年、監督：成瀬巳喜男
- 「てなもんや幽霊道中」 1967年、監督：松林宗恵
- 「沙羅の門」 1964年、監督：久松静児
- 「なつかしき笛や太鼓」 1967年、監督・脚本：木下惠介
- 「化粧師 KEWAISHI」 2001年、監督：田中光敏
- 「蕨野行」 2003年、監督：恩地日出夫

### 第9回（2008年）
- 「サザエさんの婚約旅行」 1958年、監督：青柳信雄
- 「ゴー!ゴー!若大将」 1967年、監督：岩内克巳
- 「てなもんや東海道」 1966年、監督：松林宗恵
- 「新しき土」 1937年、監督：アーノルド・ファンク、伊丹万作
- 「源氏物語」 1951年、監督：吉村公三郎
- 「細雪」 1983年、監督：市川崑
- 「黒い十人の女」 1961年、監督：市川崑